# Борис Крстић
Борис Крстић (Ниш, 25. јун 2003) српски је фудбалер који тренутно наступа за Горицу, на позајмици из Жилине.

## Каријера
Крстић је до 2018. био члан млађих узраста Радничког из Ниша. На меморијалном турниру „Пера Јоцић”, за фудбалере рођене 2003. и млађе, био је најбољи стрелац. Лета исте године прешао је у Партизан, а одатле је недуго затим прослеђен кадетској екипи Телеоптика. Одазвао се почетку летњих припрема првог тима 2020. године, код тренера Сава Милошевића. Из Партизана је крајем јула 2022. прешао у Жилину. С тим клубом је потписао трогодишњи уговор. Одиграо је сезону за резервни састав тог клуба и повремено наступао за први тим.
Крајем августа 2023. уступљен је суботичком Спартаку. Након полусезоне коју је провео у том клубу без званичних наступа, договорена је једногодишња позајмица нишком Радничком. После зимских припрема изостављен је са списака регистрованих играча за домаће првентво. Сходно томе, напустио је клуб и убрзо приступио словеначком друголигашу Горици. Ту је такође дошао по споразуму о уступању до краја сезоне.

## Репрезентација
Крстић је био у саставу репрезентације узраста до 14 година старости на првом међународном турниру „Трофеј ФСЦГ“. Поред састава домаћина, учествовале су екипе Македоније и Хрватске. Крстић је погодио на отварању турнира, у ремију с Црном Гором. За пионирску репрезентацију Србије дебитовао је против Мађарске у јуну 2018. Исте године је с екипом до 16 година позван на турнир „Звездaни пут“ у Москви. На првом сусрету је био двоструки стрелац у победи над Израелом. Касније је погодио на пријатељском сусрету с Грузијом. Током учешћа на Развојном турниру УЕФА, погађао је на све три утакмице. На крају Меморијалног турнира „Миљан Миљанић”, био је стрелац против вршњака из Црне Горе. У кадетском узрасту дебитовао је на пријатељском сусрету са селекцијом Уједињених Арапских Емирата. Касније је био стрелац три поготка на исто толико утакмица у квалификацијама за Европско првенство. Погађао је још и на пријатељским утакмицама са екипама Русије и Норвешке. Услед пандемије ковида 19, елит рунда квалификација и завршни турнир су отказани. У октобру 2021. је позван у омладинску репрезентацију, за двомеч с Босном и Херцеговином. На првој од две утакмице утакмице у игру је ушао на полувремену, уместо Марка Миловановића. Селектор младе репрезентације Србије, Горан Стевановић, позвао га је у састав за сусрете на Кипру у новембру 2022, где је после тамошње репрезентације Србија играла и са Северном Македонијом. Крстић је дебитовао против екипе домаћина, крочивши на терен након једног часа игре. Неколико минута касније постигао је погодак за коначних 2 : 2.

## Статистика

### Клупска
Ажурирано 10. фебруара 2024.
|                              |          |                     |    |    |   |   |   |   |   |   |    |    |  |  |
| Жилина II                    | 2022/23. | Друга лига Словачке | 22 | 12 | — | — | — | — | — | — | 22 | 12 |  |  |
| Жилина II                    | 2023/24. | Друга лига Словачке | 0  | 0  | — | — | — | — | — | — | 0  | 0  |  |  |
| Жилина II                    | Укупно   | Укупно              | 22 | 12 | — | — | — | — | — | — | 22 | 12 |  |  |
|                              |          |                     |    |    |   |   |   |   |   |   |    |    |  |  |
| Жилина                       | 2022/23. | Суперлига Словачке  | 2  | 0  | 0 | 0 | — | — | — | — | 2  | 0  |  |  |
| Жилина                       | 2023/24. | Суперлига Словачке  | 0  | 0  | — | — | — | — | — | — | 0  | 0  |  |  |
| Жилина                       | Укупно   | Укупно              | 2  | 0  | 0 | 0 | — | — | — | — | 2  | 0  |  |  |
|                              |          |                     |    |    |   |   |   |   |   |   |    |    |  |  |
| Спартак Суботица (позајмица) | 2023/24. | Суперлига Србије    | 0  | 0  | 0 | 0 | — | — | — | — | 0  | 0  |  |  |
|                              |          |                     |    |    |   |   |   |   |   |   |    |    |  |  |
| Каријера                     | Каријера | Каријера            | 24 | 12 | 0 | 0 | — | — | — | — | 24 | 12 |  |  |
|                              |          |                     |    |    |   |   |   |   |   |   |    |    |  |  |

### Утакмице у дресу репрезентације
| Репрезентација Србије у узрасту до 14 година старости | Репрезентација Србије у узрасту до 14 година старости | Репрезентација Србије у узрасту до 14 година старости | Репрезентација Србије у узрасту до 14 година старости | Репрезентација Србије у узрасту до 14 година старости | Репрезентација Србије у узрасту до 14 година старости | Репрезентација Србије у узрасту до 14 година старости | Репрезентација Србије у узрасту до 14 година старости | Репрезентација Србије у узрасту до 14 година старости | Репрезентација Србије у узрасту до 14 година старости |
| #                                                     | Датум                                                 | Такмичење                                             | Локација                                              | Домаћин                                               | Резултат                                              | Гост                                                  | Гол                                                   | Реф.                                                  |                                                       |
| ----------------------------------------------------- | ----------------------------------------------------- | ----------------------------------------------------- | ----------------------------------------------------- | ----------------------------------------------------- | ----------------------------------------------------- | ----------------------------------------------------- | ----------------------------------------------------- | ----------------------------------------------------- | ----------------------------------------------------- |
| 1.                                                    | 13. јун 2017.                                         | Трофеј ФСЦГ                                           | Тренинг камп ФСЦГ, Подгорица                          | Црна Гора                                             | 1 : 1                                                 | Србија                                                | Гол                                                   | [ 19 ]                                                |                                                       |
| 2.                                                    | 14. јун 2017.                                         | Трофеј ФСЦГ                                           |                                                       | Србија                                                | 0 : 1                                                 | Хрватска                                              |                                                       | [ 45 ]                                                |                                                       |
| 2                                                     | Укупан број утакмица и постигнутих погодака           | Укупан број утакмица и постигнутих погодака           | Укупан број утакмица и постигнутих погодака           | Укупан број утакмица и постигнутих погодака           | Укупан број утакмица и постигнутих погодака           | Укупан број утакмица и постигнутих погодака           | Укупан број утакмица и постигнутих погодака           | 1                                                     |                                                       |

| Репрезентација Србије у узрасту до 15 година старости | Репрезентација Србије у узрасту до 15 година старости | Репрезентација Србије у узрасту до 15 година старости | Репрезентација Србије у узрасту до 15 година старости | Репрезентација Србије у узрасту до 15 година старости | Репрезентација Србије у узрасту до 15 година старости | Репрезентација Србије у узрасту до 15 година старости | Репрезентација Србије у узрасту до 15 година старости | Репрезентација Србије у узрасту до 15 година старости | Репрезентација Србије у узрасту до 15 година старости |
| #                                                     | Датум                                                 | Такмичење                                             | Локација                                              | Домаћин                                               | Резултат                                              | Гост                                                  | Гол                                                   | Реф.                                                  |                                                       |
| ----------------------------------------------------- | ----------------------------------------------------- | ----------------------------------------------------- | ----------------------------------------------------- | ----------------------------------------------------- | ----------------------------------------------------- | ----------------------------------------------------- | ----------------------------------------------------- | ----------------------------------------------------- | ----------------------------------------------------- |
| 1.                                                    | 6. јун 2018.                                          | Пријатељска утакмица                                  | Стадион у Морахалому, Мађарска                        | Мађарска                                              | 2 : 3                                                 | Србија                                                |                                                       | [ 20 ]                                                |                                                       |
| 1                                                     | Укупан број утакмица и постигнутих погодака           | Укупан број утакмица и постигнутих погодака           | Укупан број утакмица и постигнутих погодака           | Укупан број утакмица и постигнутих погодака           | Укупан број утакмица и постигнутих погодака           | Укупан број утакмица и постигнутих погодака           | Укупан број утакмица и постигнутих погодака           | 0                                                     |                                                       |

| Репрезентација Србије у узрасту до 16 година старости | Репрезентација Србије у узрасту до 16 година старости | Репрезентација Србије у узрасту до 16 година старости | Репрезентација Србије у узрасту до 16 година старости | Репрезентација Србије у узрасту до 16 година старости | Репрезентација Србије у узрасту до 16 година старости | Репрезентација Србије у узрасту до 16 година старости | Репрезентација Србије у узрасту до 16 година старости | Репрезентација Србије у узрасту до 16 година старости | Репрезентација Србије у узрасту до 16 година старости |
| #                                                     | Датум                                                 | Такмичење                                             | Локација                                              | Домаћин                                               | Резултат                                              | Гост                                                  | Гол                                                   | Реф.                                                  |                                                       |
| ----------------------------------------------------- | ----------------------------------------------------- | ----------------------------------------------------- | ----------------------------------------------------- | ----------------------------------------------------- | ----------------------------------------------------- | ----------------------------------------------------- | ----------------------------------------------------- | ----------------------------------------------------- | ----------------------------------------------------- |
| 1.                                                    | 22. август 2018.                                      | Турнир Звездани пут                                   | Арена Чертаново, Русија                               | Србија                                                | 6 : 2                                                 | Израел                                                | Гол · Гол                                             | [ 22 ]                                                |                                                       |
| 2.                                                    | 24. август 2018.                                      | Турнир Звездани пут                                   | Арена Чертаново, Русија                               | Бугарска                                              | 1 : 1                                                 | Србија                                                |                                                       | [ 46 ]                                                |                                                       |
| 3.                                                    | 6. новембар 2018.                                     | Пријатељска утакмица                                  | Кућа фудбала, Стара Пазова                            | Србија                                                | 3 : 2                                                 | Грузија                                               |                                                       | [ 47 ]                                                |                                                       |
| 4.                                                    | 8. новембар 2018.                                     | Пријатељска утакмица                                  | Кућа фудбала, Стара Пазова                            | Србија                                                | 2 : 1                                                 | Грузија                                               | Гол                                                   | [ 23 ]                                                |                                                       |
| 5.                                                    | 21. фебруар 2019.                                     | Пријатељска утакмица                                  | ДГ Арена, Подгорица                                   | Русија                                                | 3 : 0                                                 | Србија                                                |                                                       | [ 48 ]                                                |                                                       |
| 6.                                                    | 16. април 2019.                                       | Развојни турнир УЕФА                                  | Кућа фудбала, Стара Пазова                            | Србија                                                | 3 : 1                                                 | Словачка                                              | Гол                                                   | [ 24 ]                                                |                                                       |
| 7.                                                    | 18. април 2019.                                       | Развојни турнир УЕФА                                  | Кућа фудбала, Стара Пазова                            | Србија                                                | 1 : 1                                                 | Шпанија                                               | Гол                                                   | [ 25 ]                                                |                                                       |
| 8.                                                    | 20. април 2019.                                       | Развојни турнир УЕФА                                  | Кућа фудбала, Стара Пазова                            | Еквадор                                               | 1 : 5                                                 | Србија                                                | Гол                                                   | [ 26 ]                                                |                                                       |
| 9.                                                    | 21. мај 2019.                                         | Меморијални турнир „Миљан Миљанић”                    | Кућа фудбала, Стара Пазова                            | Србија                                                | 3 : 0                                                 | Северна Македонија                                    |                                                       | [ 49 ]                                                |                                                       |
| 10.                                                   | 23. мај 2019.                                         | Меморијални турнир „Миљан Миљанић”                    | Стадион ФК Синђелић, Београд                          | Србија                                                | 4 : 1                                                 | Црна Гора                                             | Гол                                                   | [ 27 ]                                                |                                                       |
| 10                                                    | Укупан број утакмица и постигнутих погодака           | Укупан број утакмица и постигнутих погодака           | Укупан број утакмица и постигнутих погодака           | Укупан број утакмица и постигнутих погодака           | Укупан број утакмица и постигнутих погодака           | Укупан број утакмица и постигнутих погодака           | Укупан број утакмица и постигнутих погодака           | 7                                                     |                                                       |

| Репрезентација Србије у узрасту до 17 година старости | Репрезентација Србије у узрасту до 17 година старости | Репрезентација Србије у узрасту до 17 година старости | Репрезентација Србије у узрасту до 17 година старости | Репрезентација Србије у узрасту до 17 година старости | Репрезентација Србије у узрасту до 17 година старости | Репрезентација Србије у узрасту до 17 година старости | Репрезентација Србије у узрасту до 17 година старости | Репрезентација Србије у узрасту до 17 година старости | Репрезентација Србије у узрасту до 17 година старости |
| #                                                     | Датум                                                 | Такмичење                                             | Локација                                              | Домаћин                                               | Резултат                                              | Гост                                                  | Гол                                                   | Реф.                                                  |                                                       |
| ----------------------------------------------------- | ----------------------------------------------------- | ----------------------------------------------------- | ----------------------------------------------------- | ----------------------------------------------------- | ----------------------------------------------------- | ----------------------------------------------------- | ----------------------------------------------------- | ----------------------------------------------------- | ----------------------------------------------------- |
| 1.                                                    | 20. август 2019.                                      | Пријатељска утакмица                                  | Кућа фудбала, Стара Пазова                            | Србија                                                | 2 : 0                                                 | Уједињени Арапски Емирати                             |                                                       | [ 28 ]                                                |                                                       |
| 2.                                                    | 24. октобар 2019.                                     | Квалификације за Европско првенство                   | Стадион Динама, Минск                                 | Србија                                                | 1 : 2                                                 | Летонија                                              | Гол                                                   | [ 29 ]                                                |                                                       |
| 3.                                                    | 27. октобар 2019.                                     | Квалификације за Европско првенство                   | Стадион Трактора, Минск                               | Србија                                                | 2 : 1                                                 | Белорусија                                            | Гол · Гол                                             | [ 30 ]                                                |                                                       |
| 4.                                                    | 30. октобар 2019.                                     | Квалификације за Европско првенство                   | Стадион Динама, Минск                                 | Мађарска                                              | 0 : 0                                                 | Србија                                                |                                                       | [ 31 ]                                                |                                                       |
| 5.                                                    | 10. децембар 2019.                                    | Пријатељска утакмица                                  | Кућа фудбала, Стара Пазова                            | Србија                                                | 2 : 0                                                 | Русија                                                | Гол                                                   | [ 32 ]                                                |                                                       |
| 6.                                                    | 29. фебруар 2020.                                     | Пријатељска утакмица                                  | Кућа фудбала, Стара Пазова                            | Србија                                                | 4 : 1                                                 | Норвешка                                              | Гол                                                   | [ 33 ]                                                |                                                       |
| 6                                                     | Укупан број утакмица и постигнутих погодака           | Укупан број утакмица и постигнутих погодака           | Укупан број утакмица и постигнутих погодака           | Укупан број утакмица и постигнутих погодака           | Укупан број утакмица и постигнутих погодака           | Укупан број утакмица и постигнутих погодака           | Укупан број утакмица и постигнутих погодака           | 5                                                     |                                                       |

| Репрезентација Србије у узрасту до 19 година старости | Репрезентација Србије у узрасту до 19 година старости | Репрезентација Србије у узрасту до 19 година старости | Репрезентација Србије у узрасту до 19 година старости | Репрезентација Србије у узрасту до 19 година старости | Репрезентација Србије у узрасту до 19 година старости | Репрезентација Србије у узрасту до 19 година старости | Репрезентација Србије у узрасту до 19 година старости | Репрезентација Србије у узрасту до 19 година старости | Репрезентација Србије у узрасту до 19 година старости |
| #                                                     | Датум                                                 | Такмичење                                             | Локација                                              | Домаћин                                               | Резултат                                              | Гост                                                  | Гол                                                   | Реф.                                                  |                                                       |
| ----------------------------------------------------- | ----------------------------------------------------- | ----------------------------------------------------- | ----------------------------------------------------- | ----------------------------------------------------- | ----------------------------------------------------- | ----------------------------------------------------- | ----------------------------------------------------- | ----------------------------------------------------- | ----------------------------------------------------- |
| 1.                                                    | 8. октобар 2021.                                      | Пријатељска утакмица                                  | Кућа фудбала, Стара Пазова                            | Србија                                                | 0 : 3                                                 | Босна и Херцеговина                                   |                                                       | [ 36 ]                                                |                                                       |
| 1                                                     | Укупан број утакмица и постигнутих погодака           | Укупан број утакмица и постигнутих погодака           | Укупан број утакмица и постигнутих погодака           | Укупан број утакмица и постигнутих погодака           | Укупан број утакмица и постигнутих погодака           | Укупан број утакмица и постигнутих погодака           | Укупан број утакмица и постигнутих погодака           | 0                                                     |                                                       |

| Репрезентација Србије у узрасту до 21 године старости | Репрезентација Србије у узрасту до 21 године старости | Репрезентација Србије у узрасту до 21 године старости | Репрезентација Србије у узрасту до 21 године старости | Репрезентација Србије у узрасту до 21 године старости | Репрезентација Србије у узрасту до 21 године старости | Репрезентација Србије у узрасту до 21 године старости | Репрезентација Србије у узрасту до 21 године старости | Репрезентација Србије у узрасту до 21 године старости | Репрезентација Србије у узрасту до 21 године старости |
| #                                                     | Датум                                                 | Такмичење                                             | Локација                                              | Домаћин                                               | Резултат                                              | Гост                                                  | Гол                                                   | Реф.                                                  |                                                       |
| ----------------------------------------------------- | ----------------------------------------------------- | ----------------------------------------------------- | ----------------------------------------------------- | ----------------------------------------------------- | ----------------------------------------------------- | ----------------------------------------------------- | ----------------------------------------------------- | ----------------------------------------------------- | ----------------------------------------------------- |
| 1.                                                    | 20. новембар 2022.                                    | Пријатељска утакмица                                  | Никозија                                              | Кипар                                                 | 2 : 2                                                 | Србија                                                | Гол                                                   | [ 38 ]                                                |                                                       |
| 2.                                                    | 23. новембар 2022.                                    | Пријатељска утакмица                                  | Ларнака                                               | Србија                                                | 1 : 1                                                 | Северна Македонија                                    |                                                       | [ 50 ]                                                |                                                       |
| 2                                                     | Укупан број утакмица и постигнутих погодака           | Укупан број утакмица и постигнутих погодака           | Укупан број утакмица и постигнутих погодака           | Укупан број утакмица и постигнутих погодака           | Укупан број утакмица и постигнутих погодака           | Укупан број утакмица и постигнутих погодака           | Укупан број утакмица и постигнутих погодака           | 1                                                     |                                                       |